# Lune (Narnia)
Koning Lune (Engels: King Lune) is een personage uit Het paard en de jongen en Het laatste gevecht van De Kronieken van Narnia door C.S. Lewis. 

## Het paard en de jongen
Lune is de koning van Archenland en de vader van de tweelingbroers Coor en Corin. Hoewel hij koning is, gedraagt hij zich eenvoudig en draagt hij geen koninklijke gewaden. Ook is het een vrolijke, vriendelijke en zachtmoedige man, ook tegen zijn vijanden.
Tijdens de slag bij het kasteel Anvard verhindert hij dat koning Edmund met Rabadash verder vecht en laat hem gevangennemen. Nadat Aslan Rabadash in een ezel heeft veranderd, is Lune nog vriendelijk voor hem, al stelt de ezel Rabadash dat niet op prijs.

## Het laatste gevecht
Hier is Koning Lune in de tuin, in het nieuwe Narnia, samen met alle andere helden uit Narnia.